# Васкес, Мирта
Мирта Эстер Васкес Чукилин (исп. Mirtha Esther Vásquez Chuquilin; род. 31 марта 1975, Кахамарка) — перуанский адвокат и политик, занимала должность премьер-министра Перу с 6 октября 2021 по 31 января 2022 года. С 17 ноября 2020 по 26 июля 2021 года исполняла обязанности главы конгресса, была выбрана в Конгресс от избирательного округа Кахамарка от независимой парламентской группы Широкого фронта.

## Ранние годы и образование
Васкес родилась в северном регионе Кахамарка. Получила диплом юриста в Национальном университете Кахамарки, а потом получила степень магистра социального управления в Папском католическом университете Перу.

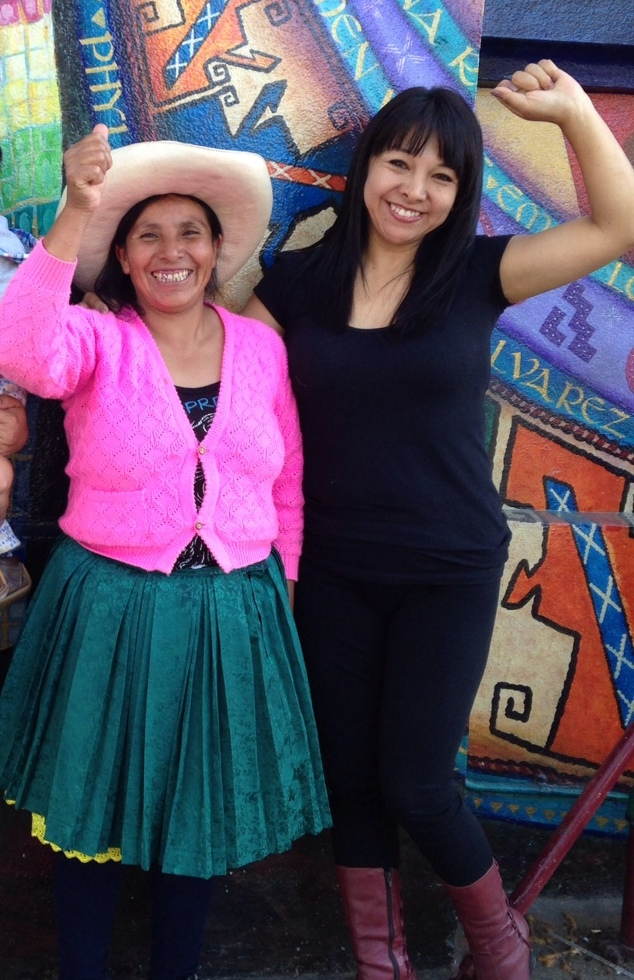
Васкес с крестьянкой Максимой Акунья, которую защищала в суде против горнодобывающей компании Compañía de Minas Buenaventura

## Карьера
Васкес была лектором в своей альма-матер, Национальном университете Кахамарки. Она также была адвокатом и исполнительным секретарём «Grufides», аналитического центра по правам человека и защите окружающей среды, базирующегося в Кахамарке. Была юристом в Ассоциации по правам человека (APRODEH) и членом совета директоров Национального координатора по правам человека, а также обозревателем в «Noticias SER».
Избрана в Конгресс Перу на парламентских выборах 2020 года, Васкес представляла избирательный округ Кахамарка и левую коалицию Широкого фронта. Васкес была одной из 19 депутатов, проголосовавших против импичмента Мартина Вискарры.
После отставки Мануэля Мерино с поста президента Перу 15 ноября 2020 года она была избрана первым вице-президентом Конгресса, который возглавил Франсиско Сагасти. Когда Сагасти был приведён к присяге в качестве нового главы государства, она временно заняла пост председателя Конгресса, чтобы завершить парламентский срок 2020–2021 годов.
6 октября 2021 года Васкес была назначена президентом Педро Кастильо премьер-министром Перу вместо  Гидо Бельидо. Она стала шестой женщиной, занявшей этот пост. В её кабинете министров стало 5 женщин (ранее было 2).
Мирта ушла в отставку 31 января 2022 года, что ускорило изменения в кабинете министров Кастильо. Среди причин отставки была названа «невозможность достижения консенсуса на благо страны». 